# كريستال جانغ
كريستال جانغ (بالإنجليزية: Crystal Jang)‏ هي ناشطة حقوق إل جي بي تي أمريكية، ولدت في 15 نوفمبر 1946 في سان فرانسيسكو في الولايات المتحدة.